# إفلاس الدولة الدنماركية عام 1813

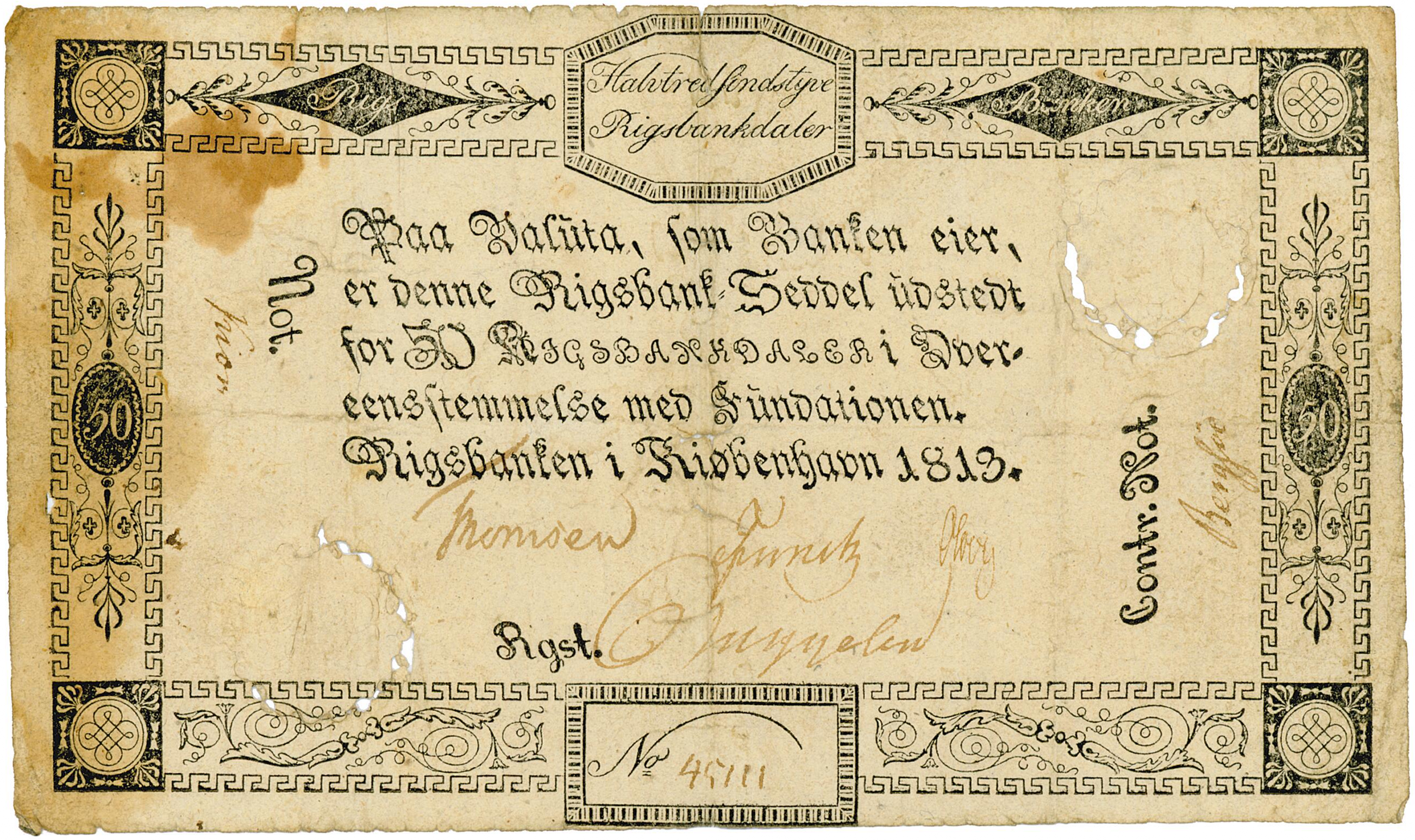
ورقة نقدية من فئة 50 rigsbankdaler أصدرها Rigsbanken في كوبنهاغن عام 1813.

شكل إفلاس الدولة الدنماركية عام 1813 أزمة اقتصادية محلية بدأت في يناير 1813، وترتب عليه آثار هامة استمرت حتى عام 1818. كانت الدنمارك تكافح العبء المالي الذي فرضته الحروب النابليونية على الاقتصاد، وأدى تخفيض قيمة العملة إلى آثار سلبية على التجار والمواطنين والشركات على حدٍ سواء.
عندما تحالفت الدنمارك مع فرنسا في عام 1807 في أعقاب الهجمات البريطانية على كوبنهاغن، تكبدت تكاليف إعادة التسلح، فقد كان من المهم التزود بالآلات والمعدات والإمدادات من أجل الحرب. نتيجة لذلك، عندما بدأ العبء الاقتصادي الملقى على كاهل الدولة في التسبب بالخسائر، أصبح انهيار العملة وشيكًا. كان الولاء الذي أظهره فريدريك السادس والدنمارك لنابليون وفرنسا سببًا في النهاية لخسارة فادحة. شهدت معاهدة كيل، الموقعة في يناير 1814، خسارة الدنمارك لسلطة كبيرة كانت تمتلكها في أوروبا. أدى التنازل عن مملكة النرويج إلى السويد إلى مزيد من الضغط على تجارة الصادرات والواردات بالإضافة إلى الاقتصاد الضعيف الموجود بالأساس.
نتيجة لعواقب الحروب النابليونية، أُجبرت الدنمارك على إعلان إفلاسها في 5 يناير 1813. كان للحكومة الدنماركية من خلال السياسة النقدية والاقتصادية هدفين رئيسيين، الأول استقرار الاقتصاد، والثاني إنشاء نظام نقدي موحد على مستوى الدولة. كان بنك ريسغ أول مؤسسة حكومية مكلفة بتحقيق الاستقرار في مجال الاقتصاد من خلال إعادة هيكلة العملة. في عام 1818، تأسس البنك الدولي وهو مؤسسة يديرها القطاع الخاص لتوسيع نطاق مزايا الائتمان من المواطنين إلى الشركات، والمساعدة في إنعاش الاقتصاد الدنماركي. كان هدفه هو استعادة الفضة كعملة شاملة في الاقتصاد الدنماركي واستعادة الثقة في النظام المصرفي المركزي.

## تاريخيًا

### الحروب النابليونية
تأثرت الدنمارك بالحروب النابليونية. كان لكل من روسيا وفرنسا مصلحة في الدنمارك وأسطولها البحري واستخدامهما لطرق التجارة النرويجية الدنماركية. أدرك البريطانيون أنهم سيحتاجون إلى محاصرة الأسطول إذا أرادوا السيطرة على الممرات البحرية الحيوية. في سبتمبر 1807، قصفت الإمبراطورية البريطانية كوبنهاغن، عاصمة الدنمارك، بهدف الاستيلاء على أسطول دانو النرويجي أو تدميره. سمح القصف على العاصمة الدنماركية للبريطانيين بامتلاك الممرات البحرية الحيوية في بحر البلطيق وبحر الشمال. اعتبر فريدريك السادس ونظامه الملكي أن حكم النرويج ضروري لترسيخ سلطة الدنمارك في أوروبا. أدى نقص استقرار إمدادات الحبوب من النرويج، واحتمال وجود غزو فرنسي لاستراتيجية التحالف مع نابليون.
لم يكن لدى الدنمارك الكثير لتقدمه لفرنسا بعد القضاء على قواتها البحرية. أثرت تكلفة إعادة التسلح والاستعدادات لوقت الحرب على الاقتصاد الدنماركي. على الرغم من الخسارات التي تكبدتها الدنمارك في الهجوم على كوبنهاغن في عام 1807، بقي فريدريك السادس مخلصًا لنابليون وفرنسا، حتى بعد تحالف السويد وروسيا مع بريطانيا العظمى. عندما هاجمت فرنسا روسيا في عام 1812، تحالفت الدولتان فعليًا مع بريطانيا العظمى، تاركين وراءهما تحالفهما مع فرنسا. بعد معاناته من الهزيمة لفترة طويلة بين عامَي 1810-1812، ازداد قلق الملك فريدريك السادس بشأن خسارة مطالباته بالنرويج والأراضي المملوكة في شمال ألمانيا.

### إعلان الإفلاس
في 5 يناير 1813، أعلنت الدنمارك إفلاسها، وأسست بنكًا حكوميًا جديدًا هو بنك ريغس بهدف إخراج الاقتصاد من المصاعب. كان جدول الأعمال الرئيسي لبنك ريغس هو إعادة تنظيم واستقرار النظام النقدي للدولة. عندما تحالفت الدنمارك مع فرنسا عام 1807، وقعت معاهدة فونتينبلو بين فرنسا والدنمارك. وعدت الدنمارك بقروض وإعانات قادرة على تغطية التكاليف المالية للاستعداد للحرب. ومع ذلك، لم تُنفذ شروط المعاهدة بشكل كامل، وغطت الدنمارك تكلفة الحملة الفرنسية في الدنمارك في عام 1808. إضافة إلى ذلك، أدى الوعد بتوفير القوات والمعدات لنابليون طوال الحرب إلى زيادة التكاليف التي كان يتعين على الدنمارك تحملها.

### معاهدة كيل 1814
كانت معاهدة كيل وثيقة مكونة من 14 مادة وقعتها الدنمارك والنرويج والسويد والمملكة المتحدة في يناير 1814، منهية الحروب النابليونية. كانت السويد والمملكة المتحدة، تحت التحالف السادس، متحدتين في المعركة ضد الدنمارك والنرويج اللتين كانتا متحالفتان مع فرنسا. اضطرت الدنمارك؛ بسبب هزيمتها في الحرب ومعاهدة كيل التي تلت ذلك، للتنازل عن هيليغولاند للمملكة المتحدة. تخلى الملك فريدريك السادس الدنماركي عن حكم مملكة النرويج إلى الملك تشارلز الثالث عشر ملك السويد، وشكل ذلك خيبة أمل كبيرة للملك فريدريك السادس.
بموجب المادة الثالثة، تمكنت الدنمارك من الحصول على مطالبات جغرافية لحكم جرينلاند وأيسلندا وجزر فارو. كان لخسارة المطالبات بالأراضي، وحل الاتحاد مع النرويج، والهزيمة أمام المملكة المتحدة وحلفائها، تأثيرات اقتصادية واجتماعية شديدة على الدنمارك.